# 小松堅太郎
小松 堅太郎（こまつ けんたろう、1894年 - 1959年）は、日本の社会学者、政治学者。

## 人物
小松は1894年、山形県に生まれた。20代で上京し、当時の著名な社会学者であった高田保馬を師とした。1925年、九州帝国大学法学部助手、1926年には関西学院大学文学部教授となった。1928年、『社会学概論』や『社会学論考』を出版するが、その中で展開したのが「共益社会論」であった。「共益社会」とは、「共同社会」や「利益社会」などのような社会結合の最終段階として想定したものであり、合理的な意志による連帯のことである。
国際情勢が乱れる1930年代ごろから、彼の関心は社会組織に絞られていく。特に、民族についてである。1942年からは高田保馬が所長をする民族研究所の所員として活動することとなる。この時期は、戦時下ということもあり、民族意識を評価する主張が多かった。敗戦後は研究所は廃止され、小松の民族に関する主張も少なくなっていった。しかし、一方で「共益社会」の理想を主張する姿勢や民族意識への一定の評価も見られた。
1951年に同志社大学法学部教授となり、民族に関する主張に代わり、議会政治の評論などを行うようになった。

## 代表的著作
- 1928年『社会学概論』日本評論社、『社会学論考』巌松堂
- 1932年『社会構造の理論』日本評論社、『知識社会学批判』大畑書店
- 1934年『社会学』日本評論社
- 1939年『民族と文化』理想社
- 1940年『新民族主義』日本評論社
- 1941年『民族の理論』日本評論社
- 1943年『民族と世界史』一條書房
- 1947年『社会学新論』関書院
- 1949年『社会科学概論』関書院、『国家学：其社会学的考察』関書院
- 1953年『社会変動論』有斐閣